# Le Pèlerinage de Childe Harold - Italie
Le Pèlerinage de Childe Harold – Italie est une peinture de paysage réalisée en 1832 par l'artiste britannique William Turner. Il représente une scène du poème Le Pèlerinage de Childe Harold de Lord Byron. Turner s'est peut-être inspiré du tableau de son ami Charles Lock Eastlake, Lord Byron's Dream, réalisé en 1827. Le tableau reflète également l'influence de Claude Lorrain, artiste du XVIIe siècle.

## Histoire
Le tableau a été exposé à l'Exposition d'été de la Royal Academy à Somerset House. Il était extrêmement populaire auprès des visiteurs, mais les critiques n'étaient pas flatteuses quant à son utilisation de la couleur. Il fait désormais partie de la collection de la Tate Britain, après avoir fait partie du legs Turner en 1856.